# My Humps
"My Humps" é o terceiro single do quarto álbum de estúdio do grupo norte-americano de hip hop Black Eyed Peas, Monkey Business. Lançada em 2005, a canção não tinha sido inicialmente publicitada como um single ("Don’t Lie" era supostamente o melhor single do álbum), e é um dos exemplos de canções que inicialmente não eram singles, mas que se tornaram por terem ganho tamanha popularidade e terem sido transmitidos nas rádios.
Foi eleita pela revista Rolling Stone como a canção mais irritante desde 1950.
Inicialmente a canção foi escrita para o grupo feminino The Pussycat Dolls, mas acabou permanecendo no albúm do grupo The Black Eyed Peas.

## Videoclipe
O videoclipe oficial de "My Humps" estreou no Total Request Live da MTV e mostra Fergie a dançar com outros dançarinos, onde também marcam presença imagens de produtos caros como bolsas Louis Vuitton e diversas jóias, além de referências na letra à marcas como Dolce&Gabanna. O restante dos membros do Black Eyed Peas (Apl.de.Ap, Taboo e will.i.am) cantam sobre quanto gastam em Fergie, enquanto ela canta sobre as suas "humps" (gíria norte-americana para as "curvas" das mulheres, ou seja, os seios e as nádegas). De todos os videoclipes lançados pelo grupo, "My Humps" é o primeiro onde Fergie aparece acima de todos os outros membros.

## Faixas e Formatos
CD Single
1. "My Humps" (Single Version) - 4:11
2. "My Humps" (Lil Jon Remix) - 3:44
3. "So Real" - 2:25

iTunes Single Digital
1. "My Humps" (Lil Jon Remix) - 3:44

12 inch 33⅓ rpm black vinyl record from A&M Records
1. "My Humps" (radio edit) - 3:44
2. "My Humps" (instrumental) - 4:10 Lado B
3. "My Humps" (album version) - 5:26
4. "My Humps" (a cappella) - 4:08

CD maxi
1. "My Humps" (Versão do Single) - 4:10
2. "My Humps" (Lil' Jon Remix) - 3:44
3. "So Real" - 2:25
4. "My Humps" (video) - 3:56

## Desempenho nas paradas

### Posições
| Parada musical                          | Melhor posição |
| --------------------------------------- | -------------- |
| Billboard Hot 100                       | 3 (6x)         |
| EUA - Billboard Pop 100                 | 2              |
| United World Chart                      | 2 (5x)         |
| Áustria - Top 75 Singles                | 4              |
| Irlanda - Top 50 Singles                | 1              |
| Brasil - Hot100Brasil                   | 1              |
| Finlândia - Top 20 Singles              | 7              |
| Países Baixos - Top 40 Singles          | 4              |
| Reino Unido - Top 75 Singles            | 3 (2x)         |
| Austrália - Top 50 Singles              | 1 (2x)         |
| Suécia - Top 60 Singles                 | 19 (3x)        |
| Nova Zelândia - Parada de Singles RIANZ | 1 (2x)         |
| Suíça - Top 100 Singles                 | 3              |
| Bélgica - Top 50 Singles                | 3 (4x)         |
| Noruega - Top 20 Singles                | 4              |
| Alemanha - Top 100 Singles              | 4              |
| França - Top 100 Singles                | 11             |